# Nádass József
Nádass József (eredeti neve: Nuszbaum József) Budapest, 1897. május 22. – Budapest, 1975. július 30.) magyar költő, író, újságíró, műfordító.

## Életpályája
Nuszbaum Lipót és Heimann Hermina gyermekeként született. A budapesti Kereskedelmi Akadémia elvégzése után tisztviselő lett. Az első világháború alatt elvesztette fél lábát. 1918-ban belépett a KMP-be. A Tanácsköztársaság idején a munkástanács tagja volt és a fővárosi Vörös Őrség propagandaosztályá vezette, amiért 1920-ban Bécsbe emigrált, ahol Kassák Lajos Ma című folyóiratához szegődött 1923–1925 között. Bécsen kívül élt Prágában, Párizsban, Bukarestben, Berlinben is. 1926-ban tért haza, belépett a Szociáldemokrata Pártba, előbb a Dokumentum, aztán a Munka munkatársa volt. 1928–1930 között Gaál Gábor Korunk című lapjának hazai kiadását szerkesztette. 1931-ben a Te és ti című kötete miatt elítélték. 1938-ban ismét emigrált: Dániában, Svédországban, majd Norvégiában telepedett le. 1940-ben hazajött. 1944-ben Mauthausenbe deportálták. 1945 után a Külügyminisztériumban dolgozott. 1945–1948 között a Népszava rovatvezetője volt. Az 1950-es években hallgatásra kényszerült. 1957–1959 között az Élet és Irodalom munkatársa volt.

## Munkássága
Első verseit a Nyugat közölte. Korai költészetét az avantgárd hatása, későbbi verseit hagyományosabb formanyelv jellemzi. Elbeszéléseket és két önéletrajzi regényt is írt. Cseh, német, norvég műveket fordított.

## Művei
- Szakadj ki, szó! (versek, 1920-1922, 1923)
- Megy körben az arc (versek, 1927)
- Te és ti (versek, 1931)
- A norvég leány (regény, 1946)
- Gorkij (Kassák Lajossal, egyfelvonásás, 1947)
- A csodakulcs (mesék, 1957)
- Emberi szó (versek, 1957)
- Emberek árnyékkal (elbeszélés, 1958)
- Az igazi győzelem (elbeszélés, 1959)
- Márciusi szél (versek, 1959)
- Láng és korom (regényes önéletrajz, 1. rész, 1961)
- Kormos évek (regényes önéletrajz, 2. rész, 1961)
- Az eltűnt barika (mesék, 1962)
- Vallomás alkonyatkor (versek, 1962)
- Nehéz leltár (emlékezések, 1963)
- Hol alszanak a sirályok? (kisregények, elbeszélések, 1965)
- Magánember (regény, 1966)
- Nektek mondom (válogatott versek, 1921-1966, 1967)
- Földi szivárvány (versek, 1972)
- A hullám (elbeszélés, 1973)

## Műfordításai
- Karel Čapek: Dásenka – Egy kis foxi élete; Prager: Pozsony, 1936
- Leonhard Frank: Az elsodort testvérek; Prager: Pozsony, 1936 (Az Új Európa könyvesháza)
- Ivan Olbracht: Suhaj, a betyár; ford. Anton Strakával közösen Prager: Pozsony, 1936 (Az Új Európa könyvesháza)
- Harry Blomberg: Elsodort nép ; Barkóczy Kiadás: ?, 1942
- Aage Gilberg: Sok eszkimó, egy orvos; Singer és Wolfner: Bp., 1943
- Gunnar Gunnarsson: Kopogjatok és bebocsátást nyertek; Béta Irodalmi Rt: Bp., 1944
- Frank Heller: Három gyilkos belép; Stílus Könyvkiadó: Bp., 1944
- Eduárd Báz: A csodacsapat; szerk. Rónaszegi Miklós, grafikus: Réber László; Móra: Bp., 1957 (Ifjúsági kiskönyvtár)
- Kurt Tucholsky: A gripsholmi kastély; szerk. Pákozdy Ferenc; Európa: Bp., 1957

## Díjai
- József Attila-díj (1959)
- SZOT-díj (1972)